# Beverly Hills, Texas
Beverly Hills là một thành phố thuộc quận McLennan, tiểu bang Texas, Hoa Kỳ. Năm 2010, dân số của xã này là 1995 người.

## Dân số
- Dân số năm 2000: 2113 người.
- Dân số năm 2010: 1995 người.